# Ancistris saturnina
Ancistris saturnina är en fjärilsart som beskrevs av Paul Mabille 1898. Ancistris saturnina ingår i släktet Ancistris och familjen nattflyn. Inga underarter finns listade i Catalogue of Life.